# Allium kunthianum
Allium kunthianum — трав'яниста рослина родини амарилісових, поширена у північно-східній Туреччині та на північному заході Ірану. Населяє альпійські луки та інші ділянки схилів Кавказьких гір.

## Опис
Цибулинна багаторічна рослина. Прикореневі зелені листя з'являються парами. Квіткове стебло 15–25 см. Суцвіття — сферичний зонтик завширшки до 3,8 см.